# Xã Big River, Quận St. Francois, Missouri
Xã Big River (tiếng Anh: Big River Township) là một xã thuộc quận St. Francois, tiểu bang Missouri, Hoa Kỳ. Năm 2010, dân số của xã này là 2.015 người.